# سيرجيو غوتيريز
سيرجيو غوتيريز (بالإسبانية: Sergio Gutiérrez Suárez)‏ (28 مايو 1989 ببوغوتا في كولومبيا - ) هو لاعب كرة قدم كولومبي في مركز حراسة المرمى. لعب مع نادي ميلوناريوس.

## وصلات خارجية
- سيرجيو غوتيريز على موقع قاعدة بيانات كرة القدم.إي يو (الإنجليزية)
- سيرجيو غوتيريز على موقع AS.com (الإسبانية)